# Mesapamea secalella
Mesapamea secalella là một loài bướm đêm trong họ Noctuidae.